# Danza de las tijeras
La danza de las tijeras o danza de gala es una danza originaria de la región chanka en el Perú, cuyo marco musical es provisto por violín y arpa, y que posteriormente fue difundida a las regiones de Huancavelica, Ayacucho y Apurímac. En Apurímac la danza es denominada Saqras, en Ayacucho se llama danzaq, mientras que en Huancavelica al danzante de tijeras se le denomina Gala.
Los campesinos los llamaban «Supaypa Wasin Tusuq»: el danzante en la casa del diablo. Se atribuye a José María Arguedas la generalización del término «danzante de tijeras» por las tijeras que los danzantes llevan en la mano derecha y que las entrechocan mientras bailan. Según los sacerdotes de la colonia, su lado mágico obedece a un supuesto pacto con el diablo, debido a las sorprendentes pastas o pruebas que ejecutan en la danza. Estas pruebas se denominan Atipanakuy. El instrumento central de la danza son las tijeras elaboradas con dos placas independientes de metal de aproximadamente 25cm de largo y que juntas tienen la forma de un par de tijeras de punta roma. Actualmente las regiones de mayor difusión de esta danza son: Ayacucho, Huancavelica, Arequipa, Apurímac y Lima.[cita requerida]
El Instituto Nacional de Cultura del Perú la reconoció como Patrimonio Cultural de la Nación en el año 1995.
El 16 de noviembre de 2010 fue reconocida por la Unesco como Patrimonio Cultural Inmaterial de la Humanidad junto a la Huaconada por su antigüedad y valor simbólico.

## Historia

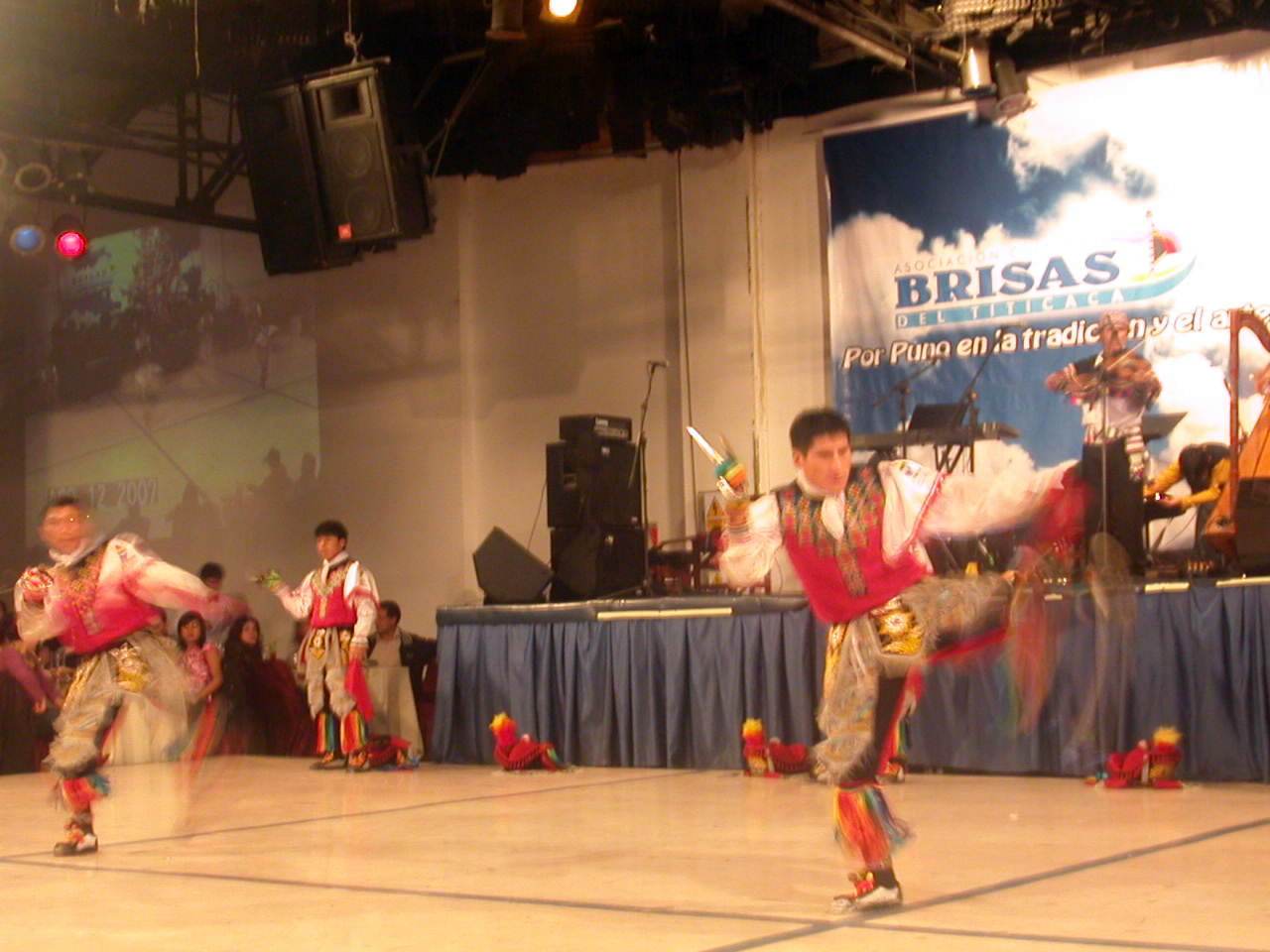
Danzantes de tijeras en un baile regional.

Los danzantes de tijeras descienden de los "tusuq laykas" que eran sacerdotes, adivinos, brujos y curanderos prehispánicos, quienes durante la época colonial fueron perseguidos; es ahí donde comienzan a hacerse conocidos como "supaypa wawan" (hijo del diablo en quechua) y se refugian en las zonas más altas. Con el paso del tiempo, los colonizadores aceptaron que volvieran, pero condicionándolos a danzar a los santos y al Dios católico. Así, se iniciaría, supuesta mente, la tradición de ejecutar la danza de las tijeras en las fiestas patronales. Durante la colonia la danza está influenciada por los movimientos de la jota, contradanza y minués españoles, además de ser influida por los trajes de luces españoles. Existen evidencias documentales de que en el año 1600 la danza de las tijeras ya era practicada extensamente.
Actualmente los distintos pueblos y etnias del Perú se encuentran fuertemente cristianizados (por católicos o protestantes). Si bien es posible apreciar en la danza de las tijeras rezagos de un ritual mágico-religioso, hoy por hoy resultan muy escasas (por no decir inexistentes) las manifestaciones de la danza fuera del sincretismo con las creencias religiosas cristianas.
El escritor peruano José María Arguedas (1911-1969) inmortalizó al danzante de tijeras en varias novelas; incluso en el cuento La agonía de Rasu Ñiti de 1962 aparece como el protagonista principal.

## El «danzaq»

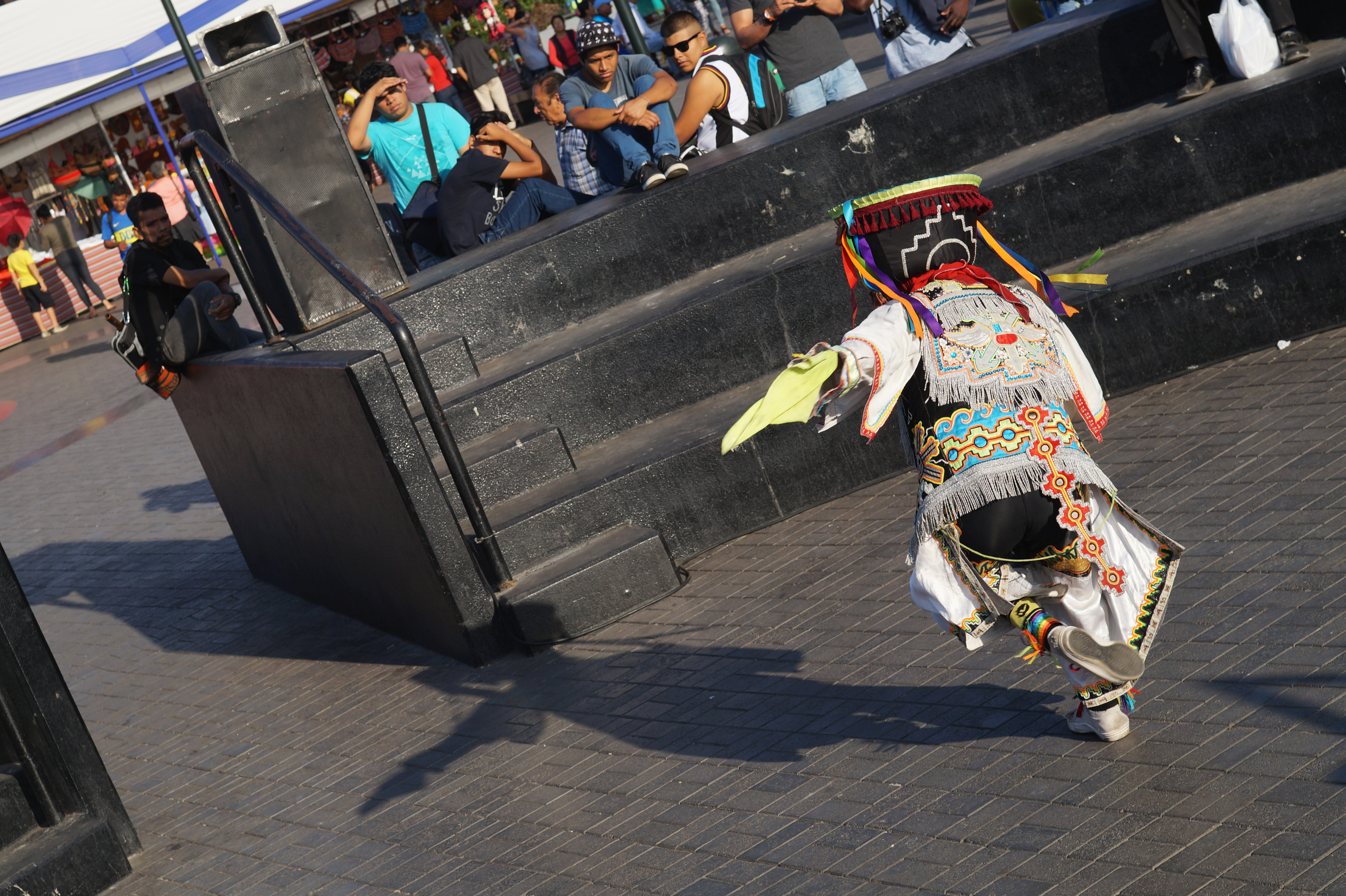
Danzaq o danzante de tijeras.

El «danzaq» es el danzante de tijeras. En las tradiciones orales de la zona chanca se considera al «danzaq» como un ser mítico diabólico por recitar "taytachay juanikillo" que significa diablo, padre mío. El danzaq lleva en sus manos, durante la danza, dos tijeras llamadas "hembra" y "macho", que vienen de tiempos en que los danzantes eran explotados en la actividad minera por los colonizadores españoles. Sobre estas tijeras, en la región ayacuchana existen leyendas que dicen que las tijeras del danzante fueron hechas por los auquis y su sonido proviene de la laguna Yauruviri. La enseñanza del danzaq se transmite de generación en generación, y por lo general se inicia durante la infancia, equiparando la vocación del danzaq con la vocación de un sacerdote.

## Tipos de baile
La danza de tijeras puede ser de distintos tipos, por ejemplo, la danza mayor o de competencia, la danza menor o «Qolla alva» que se baila por las noches; y zapateos, ejecutados en las festividades navideñas. En la danza de competencia, dos bailarines (también llamados «danzaq») danzan por turnos retándose el uno al otro a superar el riesgo de los pasos que realizan. A esta competencia se conoce como «atipanakuy», «hapinakuy», «tupanakuy», entre otros.
En la sierra, se baila entre abril y diciembre, en todas las fiestas agrícolas y religiosas importantes. Cada melodía corresponde a unos pasos : Pasacalle, para marchar en las calles; Wallpa wajay, cuando son las tres de la mañana y canta el gallo. Durante el día, se toca en tono mayor, por la noche, en tono menor. El primer día (Anticipo), llegan al pueblo los músicos y danzantes. A las 12 de la noche, en secreto, hacen el pago en la plaza, la ofrenda al Huamani. El segundo día (Víspera), desfilan por las calles y bailan en contrapunto desde las 6 de la mañana hasta las 8 de la noche. El tercer día (Día Central), se hacen las pruebas: hacen números de magia, se traspasan con agujas y espinas, suben a las torres de la iglesia (torre baja) donde realizan demostraciones de equilibrio y acrobacia. El cuarto día (Cabildo), bailan otra vez hasta las 8 de la noche y el quinto día (Despacho), regresan a su lugar de origen.

### Secuencia de la danza
La danza de las tijeras sigue una secuencia, según la cual varía la música y se incrementa progresivamente el riesgo de los pasos de baile.
1. «Marcha»: Donde el danzante camina de puntas saludando a su público y al Patrón de la fiesta .
2. «Ensayo»: Empieza el contrapunteo
3. «Pukllas»: la sonada de las tijeras
4. «Tuku Menor » o «Contra Danza»: En esta etapa se ejecutan pasos de baile sobre la punta de los pies pero no es de forma secuencial.[1] el último suspiro
5. «Tuku Mayor»: donde se realiza algo de acrobacia (saltos, ejercicios de fuerza, etc.)
6. «Wañuy Unccuy»: se quitan el sombrero
7. «Golpes»: el danzante demuestra su técnica y su agilidad
8. «agua è nieve»: el danzante reta a su contrincante
9. «secuencia de choladas»: los danzantes demuestran sus mejores pasos hasta que uno de los dos se rinda
10. «Prueba de valor»: los danzantes realizan actos violentos con sus cuerpos
11. «Prueba de sangre»: los danzantes realizan actos sangrientos con sus cuerpos.